# Groß Schenkenberg
Groß Schenkenberg là một đô thị thuộc huyện Lauenburg, trong bang Schleswig-Holstein, nước Đức. Đô thị Groß Schenkenberg có diện tích 6,52 km², dân số thời điểm 31 tháng 12 năm 2006 là 556 người.